# Brooks Koepka
Brooks Koepka (* 9. Mai 1990 in West Palm Beach, Florida, USA) ist ein amerikanischer Profigolfer, der bis 2022 überwiegend auf der PGA Tour spielte und seitdem auf der LIV Golf-Tour aktiv ist. Zu seinen größten Erfolgen zählen fünf Siege bei Major-Turnieren sowie das Erreichen der Spitzenposition der Golfweltrangliste im Oktober 2018.

## Leben
Koepka wuchs im Palm Beach County an der Atlantikküste von Florida auf und spielte als Amateur Golf an der Florida State University in Tallahassee.
Sein jüngerer Bruder Chase Koepka ist ebenfalls professioneller Golfspieler.

## Karriere
2012 begann er als Profi auf der europäischen Challenge Tour, auf der er im September 2012 sein erstes Profi-Turnier gewann. Durch zwei weitere Siege 2013 erspielte sich Koepka die Spielberechtigung für die European Tour. Seit 2014 spielt er auf der amerikanischen PGA Tour. 2017 gelang Koepka mit seinem Sieg bei den US Open der erste Sieg bei einem Major. Nachdem er wegen einer Operation am Handgelenk Anfang 2018 hatte pausieren müssen, verteidigte er im Sommer seinen US Open-Titel und gewann anschließend mit der PGA Championship seinen dritten Major-Titel. Am 22. Oktober 2018 errang er durch den Sieg beim CJ Cup at Nine Bridges den ersten Platz in der Golfweltrangliste, den er zwei Wochen lang innehatte. Am 19. Mai 2019 gewann er durch die Titelverteidigung bei der PGA Championship seinen vierten Major-Titel und kehrte an die Spitze der Weltrangliste zurück.
Für die USA spielte er 2016 und 2018 den Ryder Cup und 2017 den Presidents Cup.
Beim Ryder Cup 2018 verzog Brooks Koepka einen Abschlag. Der Golfball traf eine Zuschauerin im Gesicht, die daraufhin auf einem Auge erblindete.
2022 schloss Koepka sich der von Saudi-Arabien finanzierten LIV Golf-Tour an, wo er im Oktober desselben Jahres ein Turnier im Greens Golf & Country Club in Jeddah für sich entscheiden konnte.
2023 konnte er die PGA Championship zum dritten Mal gewinnen, es war sein fünfter Major-Sieg.
In der Komödie Happy Gilmore 2 von 2025 spielt er sich selbst.

## Turniersiege (21)

### Major-Champisonship-Siege (5)
- 2017: U.S. Open
- 2018: U.S. Open, PGA Championship
- 2019: PGA Championship
- 2023: PGA Championship

### WGC-Siege (1)
- 2019: WGC Fedex St. Jude Invitational

### PGA-Tour-Siege (3)
- 2015 Waste Management Phoenix Open
- 2018: CJ Cup at Nine Bridges
- 2021: Phoenix Open

### European-Tour-Siege (1)
- 2014: Turkish Airlines Open

### Japan-Tour-Siege (2)
- 2016: Dunlop Phoenix Tournament
- 2017: Dunlop Phoenix Tournament

### Challenge-Tour-Siege (4)
- 2012: Challenge de Catalunya
- 2013: Montecchia Golf Open, Fred Olsen Challenge de España, Scottish Hydro Challenge

### LIV-Golf-Siege (5)
- 2022: LIV Golf Invitational Jeddah
- 2023: LIV Golf Orlando, LIV Golf Jeddah
- 2024: LIV Golf Singapore, LIV Golf Greenbrier

## Resultate bei Major Championships
| Tournament            | 2012 | 2013 | 2014 | 2015 | 2016 | 2017 | 2018 |
| --------------------- | ---- | ---- | ---- | ---- | ---- | ---- | ---- |
| The Masters           | DNP  | DNP  | DNP  | T33  | T21  | T11  | DNP  |
| US Open               | CUT  | DNP  | T4   | T18  | T13  | 1    | 1    |
| The Open Championship | DNP  | CUT  | T67  | T10  | DNP  | T6   | T39  |
| PGA Championship      | DNP  | T70  | T15  | T5   | T4   | T13  | 1    |

| Turnier               | 2019 | 2020 | 2021 | 2022 | 2023 | 2024 | 2025 |
| --------------------- | ---- | ---- | ---- | ---- | ---- | ---- | ---- |
| The Masters           | T2   | T7   | CUT  | CUT  | T2   | T45  | CUT  |
| PGA Championship      | 1    | T27  | T2   | 55   | 1    | T26  | CUT  |
| US Open               | 2    | DNP  | T4   | T55  | T17  | T26  | T12  |
| The Open Championship | T4   | KT   | T6   | CUT  | T64  | T43  | CUT  |

LA= Bester Amateur

DNP = nicht teilgenommen

CUT = Cut nicht geschafft

"T" geteilte Platzierung

KT = Kein Turnier (Ausfall wegen Covid-19)

Grüner Hintergrund für Sieg

Gelber Hintergrund für Top 10.

## Teilnahmen an Mannschaftswettbewerben
- Ryder Cup (für die USA): 2016 (Sieger), 2018, 2021 (Sieger)
- Presidents Cup (für die USA): 2017 (Sieger)